# Chevrolet Nova
De Chevrolet Nova is een wagen uit de compacte middenklasse van het Amerikaanse automerk Chevrolet. De Nova telde in totaal vijf generaties, waarvan de eerste twee onder de naam "Chevrolet Chevy II Nova" op de markt kwamen. De laatste generatie kwam pas zes jaar na de vierde generatie op de markt en was gebaseerd op de Toyota Sprinter.
Een sportievere variant van de Nova kwam telkens op de markt met het achtervoegsel SS (Super Sport).

## Afbeeldingen

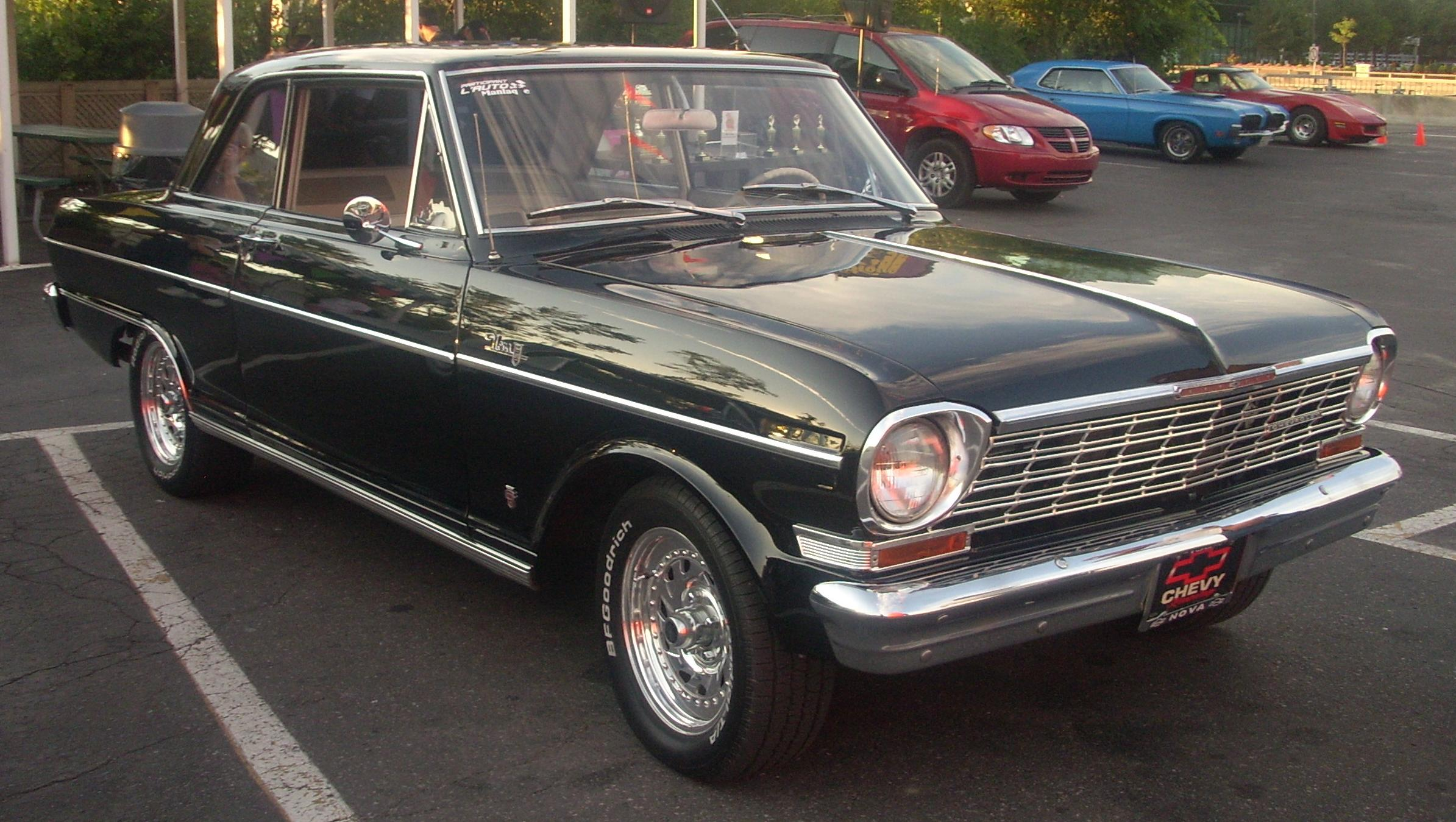
Eerste generatie (1962-1965)
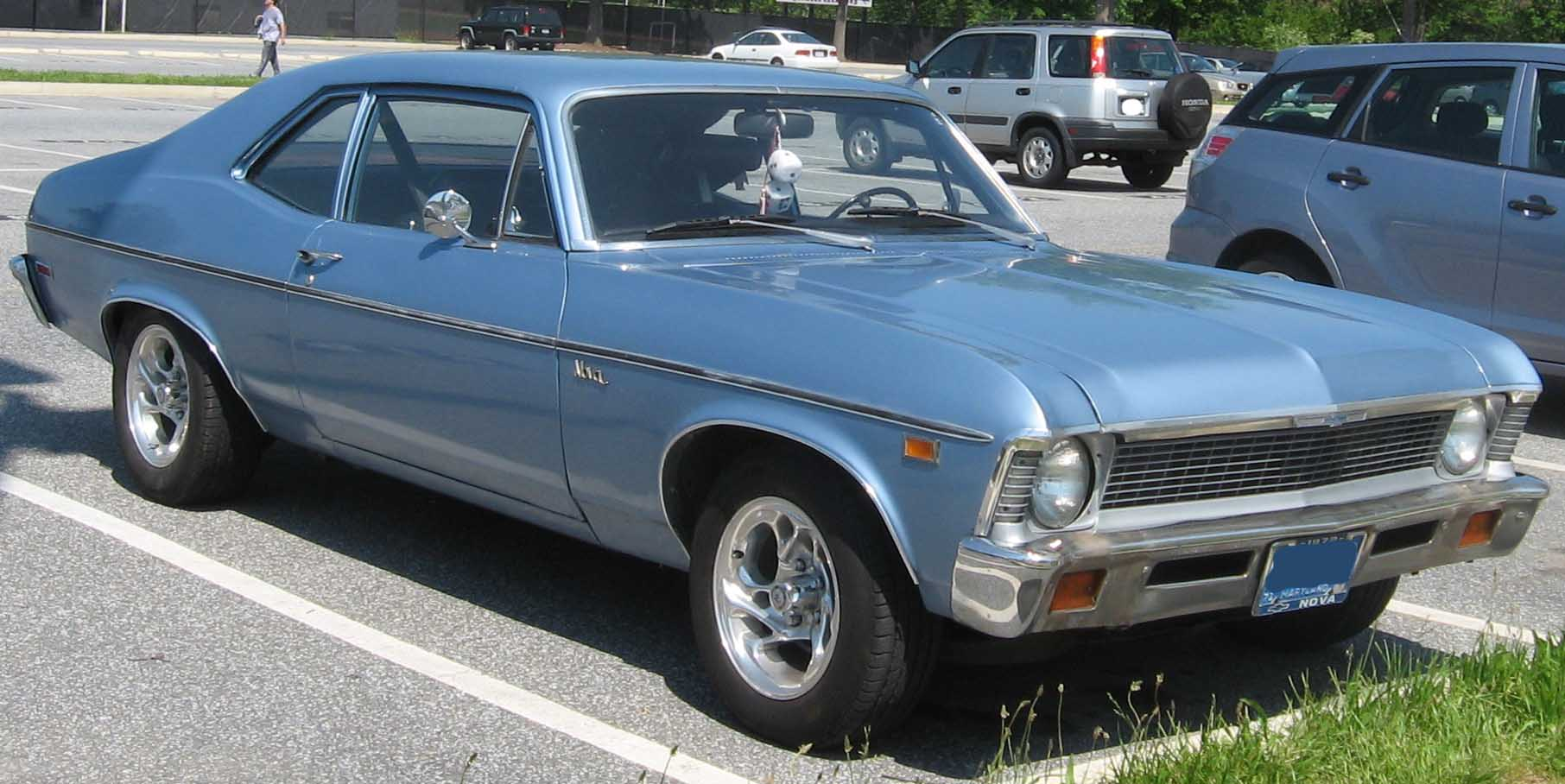
Derde generatie (1968-1974)
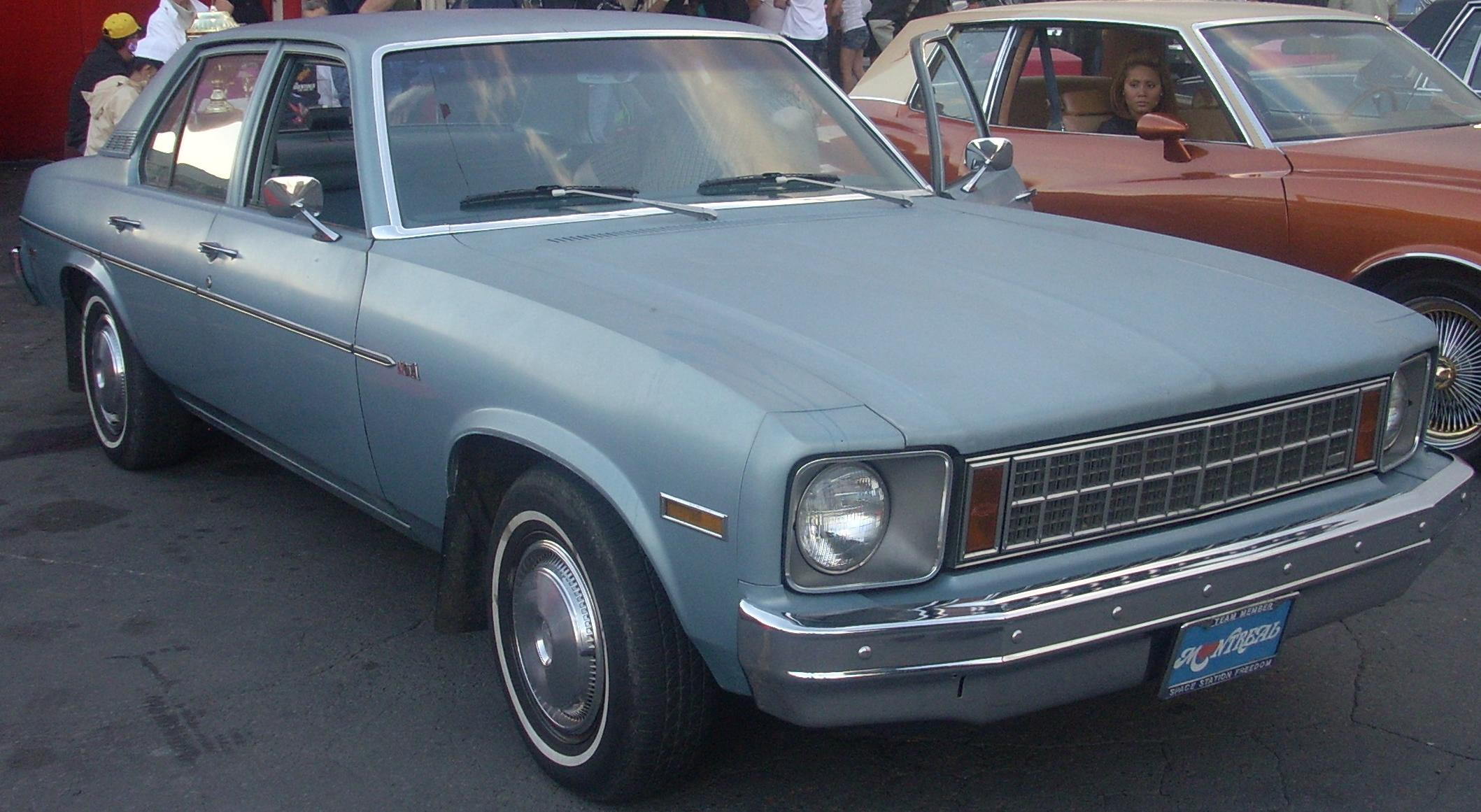
Vierde generatie (1975-1979)
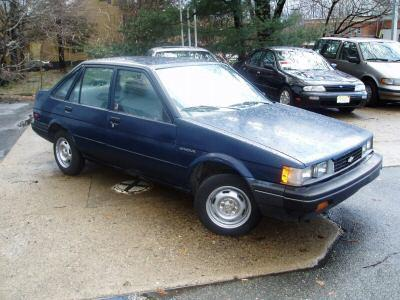
Vijfde generatie (1986-1988)